# 李洪建
李洪建（？—951年1月9日），五代十国时晋阳人，后汉高祖刘知远李皇后的同母弟，李业之兄。
李洪建在刘知远麾下为牙将，刘知远即位，建立后汉，李洪建以军校遥领防御使。史弘肇等被诛杀，汉隐帝刘承祐以舅舅李洪建为权侍卫马步军都虞候。郭威在魏州造反，汉隐帝命李洪建诛杀王殷之族，李洪建没有马上执行，只是派人监守其家，仍给食物，最终免于屠戮。隐帝遇害，郭威进占京师。李洪建被执，王殷感念李洪建之恩，请求郭威免李洪建之死，郭威不从，将他杀死。